# Ich liebe das Tor des Himmlischen Friedens in Peking
Ich liebe das Tor des Himmlischen Friedens in Peking (chinesisch 我愛北京天安門 / 我爱北京天安门, Pinyin Wǒ ài Běijīng Tiān'ānmén) ist ein Kinderlied aus der Volksrepublik China, das in der Zeit der Kulturrevolution geschrieben wurde. Jin Guolin verfasste den Text, Jin Yueling komponierte die Musik.
Das Tor des Himmlischen Friedens liegt an der Nordseite des Tian’anmen-Platzes und ist der Haupteingang zur Verbotenen Stadt, dem ehemaligen Kaiserpalast in Peking. An diesem Ort rief Mao Zedong am 1. Oktober 1949 die Volksrepublik China aus.
Das kommunistische Propagandalied ist vielen Chinesen aus dem Schulunterricht bekannt.

## Text
| Chinesisch                                                          | Pinyin | Übersetzung |
| ------------------------------------------------------------------- | --- | --- |
| 我爱北京天安门， 天安门上太阳升， 伟大领袖毛主席， 指引我们向前进。 | Wǒ ài Běijīng Tiān’ānmén, Tiān’ānmén shàng tàiyáng shēng, wěidà lǐngxiù Máo zhǔxí, zhǐyǐn wǒmen xiàng qiánjìn. | Ich liebe das Tor des Himmlischen Friedens in Peking, Über dem Tor des Himmlischen Friedens geht die Sonne auf. Der große Führer, der Vorsitzende Mao, Führt uns voran. |

## Videos
- Wo ai Beijing Tian’anmen (a), (b), (c), (d) – youtube.com